# Evolução aplicada

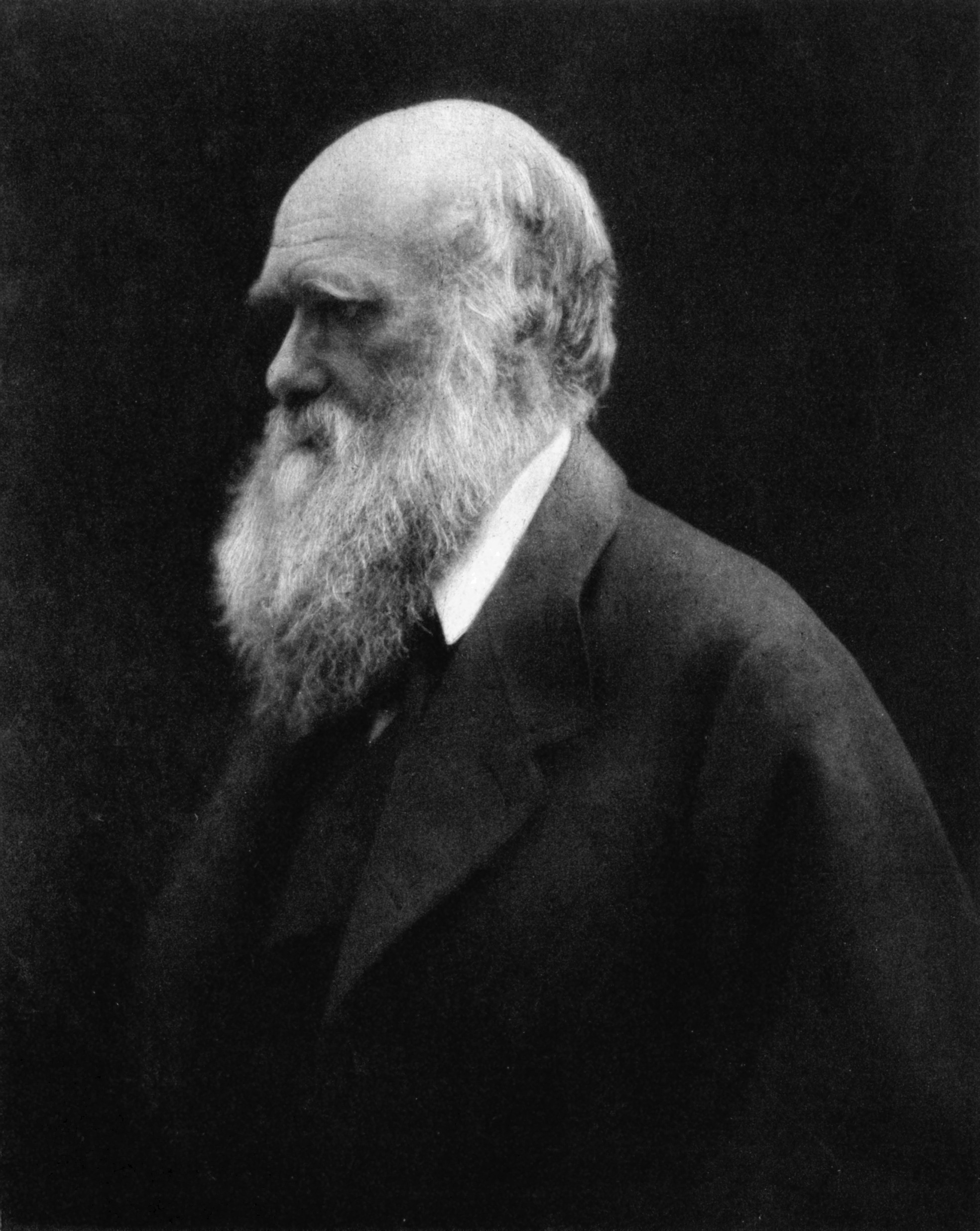
Charles Darwin (1868)

Os conhecimentos sobre evolução aumentaram substancialmente desde a publicação do livro A Origem das Espécies (Charles Darwin, 1859). Atualmente, o ramo que estuda a evolução e seus processos é chamado de biologia evolutiva. As pesquisas nas áreas da medicina, agricultura, recursos naturais e conservação, principalmente, com enfoque evolutivo vem atendendo as necessidades da sociedade, graças ao esforço e a dedicação de cientistas na produção e aplicação do conhecimento adquirido por seus trabalhos científicos.

## Evolução aplicada à medicina

### Doenças genéticas
Genes ou cromossomos variantes são os responsáveis pelas doenças genéticas. A expressão das formas variantes de genes e cromossomos pode ser influenciada por fatores bióticos e abióticos e pela constituição gênica de outros locus de um indivíduo. Alelos em um ou mais locus gênicos, podem ser responsáveis por distúrbios (crescimento, desenvolvimento temperamento), cuja freqüência gênica varia de muito incomum até moderadamente comum (como os alelos para anemia falciforme, frequentes em algumas populações humanas). A Genética populacional é um ramo da biologia que estuda como a frequência de um alelo deletério pode ser encontrada em uma população, bem como a sua herdabilidade. 
A anemia falciforme é um exemplo de doença estudada por biólogos evolucionistas desde as primeiras décadas do século XX. É causada por uma variante genética da alfa hemoglobina, e a alta freqüência de alelos para alguns locais geográficos mostrou aos geneticistas de populações a probabilidade de que de alguma forma a seleção natural estivesse mantendo esses alelos nas populações. A anemia falciforme é um bom exemplo de um polimorfismo mantido pela vantagem do heterozigoto (resultado confirmado por Fisher em 1922 e de maneira independente por Haldane). Allison (1954) demonstrou que os heterozigotos são mais resistentes à malária, pois as suas hemácias só possuem forma de foice em baixa concentração de oxigênio, e quando o parasita da doença entra nelas, destroem a hemoglobina, e a concentração de oxigênio nas células diminui, matando ambos.
Estudo de doenças sob um olhar evolucionista é positivo para a nossa sociedade. Entendendo os mecanismo das doenças e sua evolução, famílias poderão conhecer a probabilidade de que seus parentes herdem doenças genéticas, especialmente se elas já estiverem presentes no histórico familiar, através do aconselhamento genético.. Através dos conhecimentos de biologia molecular e da genética, pode-se localizar genes e determinar as seqüências gênicas, na tentativa de encontrar as diferenças, funcionais e estruturais, entre alelos deletérios e alelos normais. A identificação dos portadores de alelos deletérios poderá ser realizada a partir de pequenas amostras de seu DNA e a substituição desses alelos deletérios por alelos normais através da terapia gênica será uma possibilidade. Métodos e princípios desenvolvidos por biólogos que se dedicam ao estudo da evolução contribuíram para esses avanços e é provável que dêem outras contribuições futuramente. 
Estudos evolutivos moleculares originaram várias metodologias capazes de ajudar a discernir uma variação na seqüência de um gene, já que nucleotídeos apresentam muita variação. Essas metodologias empregam análises de variação nas seqüências de ADN, tanto dentro de espécies, como entre espécies com parentesco próximo. Isso é possível, pois a tradução das trincas de bases do DNA e aminoácidos é universal para toda vida (prova de ancestralidade comum) .. Espera-se que esses métodos e as comparações entre genes humanos e seus homólogos em outros primatas, ajudarão a identificar as variações causadoras de doenças genéticas. O crescimento dos bancos de dados de seqüências gênicas de grande número de espécies, oferecerá abundância de oportunidades para comparações, auxiliando os futuros cientistas em seus trabalhos.
Mortes humanas associadas com doenças sistêmicas (doenças do coração, a hipertensão e o mal de Alzheimer) têm aumentado nas últimas décadas. O que tem levado cientistas a utilizarem abordagens evolutivas no estudo desta ligação e resultados positivos. Árvores gênicas podem ser estimadas usando técnicas filogenéticas evolutivas para representar a história evolutiva de genes variantes suspeitos de causar essas doenças. Genes duplicados podem ser usados para análise para inferir filogenias e descobrir os pontos de duplicação para descobrir as mutações que alterem o risco para alguma doença sistêmica. Filogenias também auxiliam na identificação de mutações que está causam efeitos significativos sobre a saúde, aumentando o entendimento sobre a etiologia da doença e o planejamento de possíveis tratamentos. A identificação de mais genes candidatos para doenças sistêmicas se faz necessária atualmente e haverá maior necessidade de mais análises evolutivas num futuro próximo para utilização dos conhecimentos para o bem estar humano.

### Doenças infecciosas
As doenças infecciosas são causadas por muitos tipos de microorganismos parasitas. O vírus que causa a AIDS – vírus da imunodeficiência adquirida (HIV) – utiliza RNA como seu material genético. Na sua reprodução, é feita uma cópia de DNA a partir de seu RNA, no interior de uma célula humana. O vírus fornece a transcriptase reversa, que produz a versão de DNA do vírus a partir da sua versão de RNA. A transcriptase reversa é m dos alvos favoritos dos fármacos anti-HIV. Se a transcriptase reversa pode ser inativada por um fármaco, a reprodução viral é interrompida sem quaisquer efeitos colaterais prejudiciais à célula. Uma grande classe desses fármacos consiste em inibidores nucleosídicos, como o 3TC que é similar ao nucleotídeo C e incorporado em seu lugar na molécula de DNA nascente – o que inibe a reprodução futura do vírus. Um artigo de Schuurman e colaboradores (1995) descreveu o que acontece quando pacientes humanos com AIDS são tratados com 3TC. Inicialmente, a população de HIV no corpo humano decresce bastante. Porém, depois de alguns dias, linhagens de HIV resistente à 3TC começam a ser detectadas. A freqüência do HIV resistente à substância então aumenta. Em oito de cada dez pacientes, as linhagens resistentes tiveram a freqüência aumentada para 100% da população viral no corpo do paciente dentro de três semanas a contar do início do tratamento com o fármaco (isso levou 7 e 12 semanas nos outros pacientes). Essa mudança de uma população viral que era suscetível a 3TC para uma resistente a ela, é um exemplo de evolução por seleção natural. A evolução acontece no interior do corpo de um ser humano e é excepcionalmente rápida em relação à maioria dos exemplos de evolução. A evolução da resistência a substâncias pode ser acompanhada em nível molecular. A mudança do HIV suscetível à 3TC para o HIV resistente é obtida pela mudança de um códon no gene que codifica a transcriptase reversa. O aminoácido metionina é trocado por um de três outros aminoácidos. A resistência no HIV é um dos muitos exemplos nos quais a evolução foi observada em uma pequena escala.

#### Patógenos em evolução: a resistência a antibióticos
Antibióticos são substâncias químicas utilizadas na medicina para o combate e tratamento de doenças causadas por bactérias e protozoários.  Para os pacientes humanos eles salvam vidas, mas para populações de bactérias, porém, os antibióticos são poderosos agentes seletivos. Várias linhas de evidencias mostram que os antibióticos fazem uma seleção a favor das bactérias resistentes e que as populações de bactérias evoluem rapidamente em resposta a ela (bactérias são favorecidas pela rápida reprodução e transferência horizontal de genes). Presume-se que a resistência a antibióticos é custosa para as bactérias, mas com o tempo, os custos da resistência podem ser eliminados pela seleção natural. Os estudos de microevolução  com relação a patogenicidade de bactérias atualmente vem trazendo valiosas informações que auxiliam a medicina na compreensão da evolução dos microorganismos causadores de doenças.

#### Patógenos em evolução: a virulência
O dano causado a um hospedeiro no transcurso de uma infecção chama-se virulência.  A virulência é uma característica que pode evoluir. Existem três hipóteses gerais para explicar a evolução da virulência. 
- A primeira é a "hipótese da evolução coincidente", e informa que a virulência de muitos patógenos humanos pode não ser alvo de seleção em si, mas um subproduto acidental da seleção de outras características (a bactéria do tétano produz sua toxina no solo e não no interior de hospedeiros humanos).
- A segunda é a "hipótese da evolução míope", em que os patógenos podem ficar num mesmo indivíduo por muitas gerações de evolução por seleção natural antes de terem oportunidade de mudar para um novo hospedeiro.
- A terceira e última, é a "hipótese do ''trade-off''".  Esta hipótese sugere que uma linhagem pode ser virulenta e, no entanto, aumentar de freqüência na população geral de patógenos se, no processo de matar seus hospedeiros, ela aumentar suficientemente suas chances de ser transmitida. A seleção natural favorecerá os patógenos que atingirem um equilíbrio ótimo entre os custos e os benefícios de prejudicar seus hospedeiros[7].

### Uso da sistemática na medicina

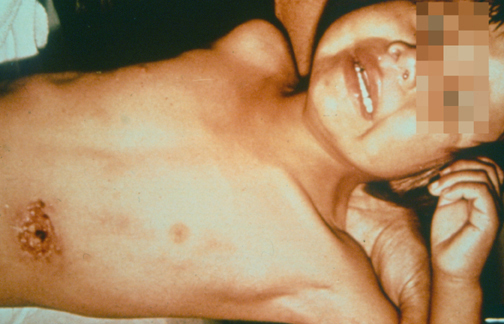
Criança sofrendo com ulceração causada pela ação da Yersinia pestis

A sistemática auxilia na identificação do organismo causador da doença e o seu vetor, se houver. Por exemplo, no caso da Yersinia pestis, bactéria cujas cepas ancestrais causaram surtos de peste (Peste Negra), que levou a morte de um terço da população da Europa durante a Idade Média e outros surtos no Oriente, ainda provocando a morte de 2000 pessoas por ano em todo mundo , a sistemática filogenética pôde nos dizer quais são os seus parentes mais próximos, o que imediatamente nos forneceu indícios de sua região de origem, seus vetores, outras possíveis espécies hospedeiras e muitas de suas prováveis características biológicas, como o seu modo de transmissão. Descobrindo-se a história evolutiva de uma doença   pode-se determinar como um parasita passou a usar os seres humanos como seu hospedeiro e como os seres humanos evoluíram em resposta a isto, por exemplo – e comparando com os dados atuais desta doença, buscar encontrar um tratamento e se possível, uma cura para ela. Isso já é realizado atualmente por cientistas com relação a outros microorganismos infecciosos como o HIV, o vírus da gripe e bactérias patogênicas. Em outros casos os cientistas poderão até ser capazes de dominar o poder da coevolução existente entre parasitas e hospedeiros para controlar os agentes da doença . 

## Aplicada à agricultura

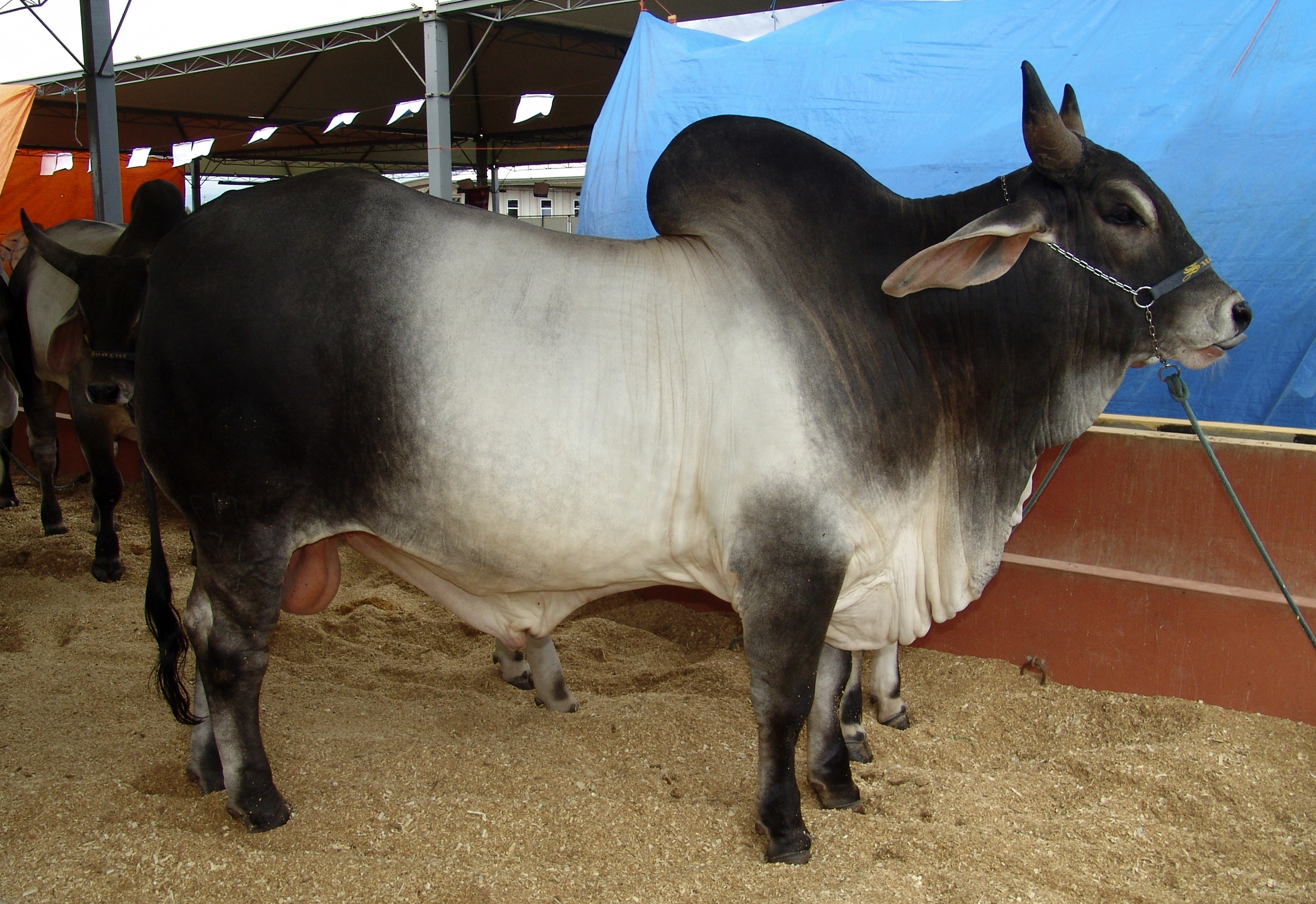
Guzerá macho - Indivíduo representante da raça guzerá obtida por cruzamento de raças bovinas e melhoramento genético

O primeiro capítulo do livro A Origem das Espécies, obra de Darwin (1859) , discorre sobre os organismos domesticados (animais e plantas) e a seleção artificial causada pelos seres humanos a eles. Ele demonstrou de modo experimental (e outros após ele), em uma pequena escala, que as espécies não têm formas fixas. Desde o último século, muitos cientistas deram suas contribuições à genética evolutiva. Na União Soviética, o ministério soviético da agricultura, rejeitou a Teoria da Evolução, por considerar a Biologia Geral um risco para o espírito político da Rússia stalinista na década de 1930. A Rússia quase teve destruição total das áreas da Biologia que tinham alcançado notoriedade mundial na década de 1920, causando serio atraso científico e a sua posterior exclusão da revolução agrícola global. .
Experimentos de seleção artificial têm sido utilizados atualmente, por exemplo, para alterar o número de ovos postos por galinhas, as propriedades da carne de animais, obtenção de novas raças animais, obtenção de espécies de plantas resistentes a determinadas pragas e condições climáticas e a produção de leite em vacas. Esses exemplos mostram que as mudanças evolutivas podem, portanto, ser geradas artificialmente . 

### Coevolução e engenharia genética
As técnicas de engenharia genética possibilitaram as muitas variedades de plantas a capacidade de sintetizarem substâncias que até então não se encontravam presentes em seus códigos genéticos. Estas substâncias promovem uma vantagem a essas variedades frente ao meio ambiente em que elas se desenvolvem. Essas variedades são chamadas de transgênicas. 
Nos últimos anos foram criadas variedades de soja que são capazes de resistir ao composto glifosato graças à inserção de um gene de Agrobacterium.  O glifosato é um herbicida utilizado no controle de plantas daninhas. Assim o herbicida pode continuar sendo normalmente utilizado em qualquer fase da lavoura, o que facilita os cuidados com a cultura e diminui a aplicação de outros tipos de herbicidas, reduzindo o custo de produção do agricultor. Atualmente, além da soja, variedades de trigo, milho, ervilha e algodão, por exemplo, estão sendo produzidos com uso de técnicas de engenharia genética para resistirem a condições ambientais diversas, ao ataque de patógenos e artrópodes, e desta maneira, torna os conhecimentos dos mecanismos de coevolução imprescindíveis para os trabalhos na agricultura para evitar problemas futuros. 

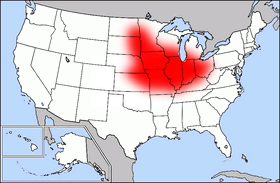
Mapa do Cinturão do Milho(colorido em vermelho) nos Estados Unidos

Na década de 70, no sul dos Estados Unidos, houve uma epidemia de ferrugem das folhas do milho. Essa epidemia foi causada por um mutante de Phytopthora infestans, que se alastrou rapidamente por todo Corn Belt e outras regiões, pois mais de 85% das área estava plantada com milho portadores de um fator genético Tcms (que favorecia a produção de variedades híbridas uniformes. Este é um exemplo do passado que mostra a importância de se entender a evolução para não se repetir erros no futuro .

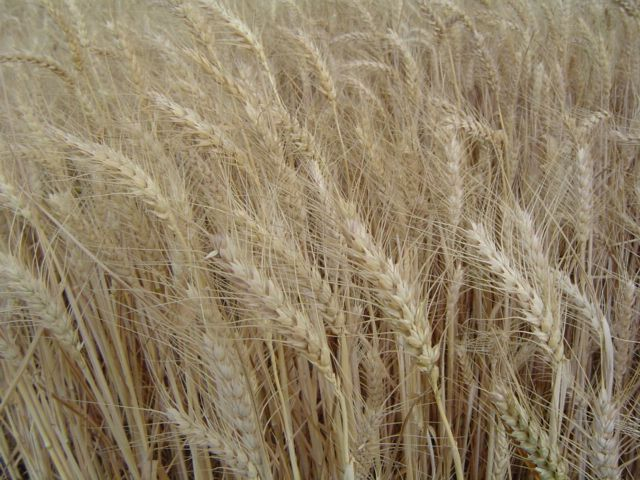
Plantação de trigo

### Manejo de pragas

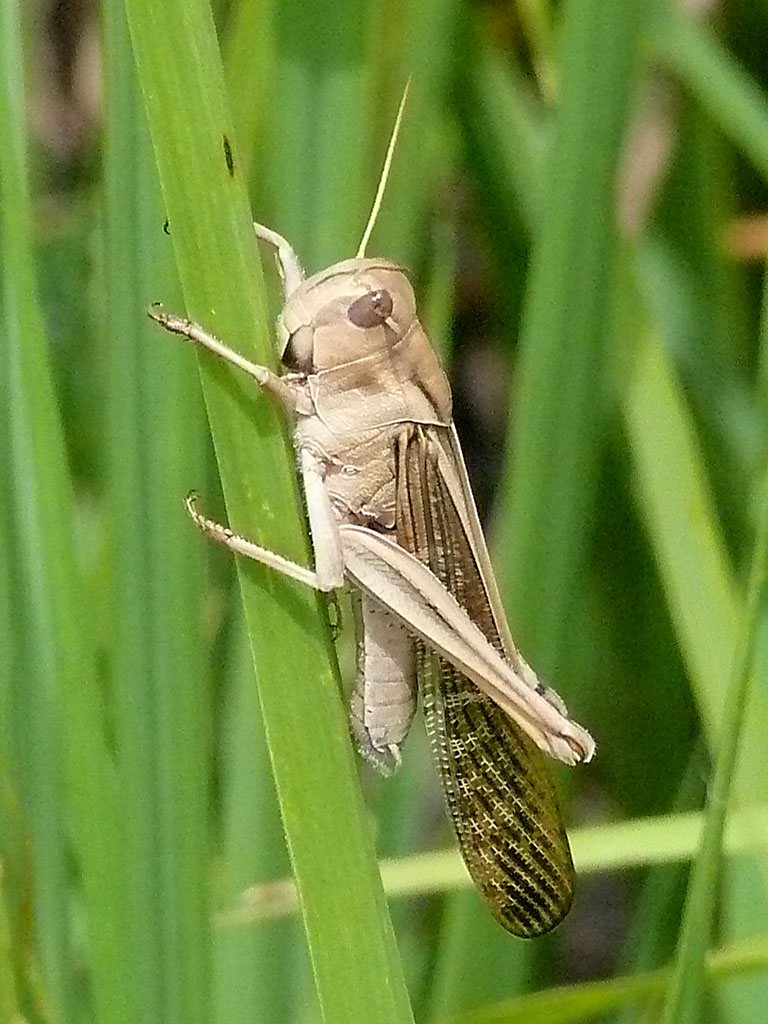
Locusta migratoria- Espécie de artrópode considerada uma praga na agricultura

As pragas de cultivares, causadas principalmente por insetos, fungos, vírus e helmintos, geram sérios transtornos aos agricultores, causando anualmente gastos econômicos exorbitantes na perda de colheitas e elaboração de medidas de contenção em muitos países. 
Os homens começaram a domesticar as plantas há cerca de 10 mil anos. À medida que os primeiros fazendeiros plantavam seus campos os insetos se alimentavam de seus cultivares exatamente como tinham feito com seus ancestrais selvagens. A princípio os humanos não podiam fazer nada, exceto suplicar aos deuses. O uso de veneno por fazendeiros no combate a pragas remete há 4500 anos (os sumerianos colocavam enxofre em suas plantações; piche e graxa eram populares na antiga Roma). Durante as primeiras décadas do século XX, o DDT foi o inseticida mais utilizado por fazendeiros por ser barato, fácil de ser fabricado e eficiente para matar insetos. O DDT e inseticidas semelhantes criaram a ilusão de que as pragas poderiam não apenas ser controladas, mas erradicadas. Os fazendeiros começaram a pulverizar inseticidas como prática comum em suas colheitas e não para controlar infestações. Em 1946, cientistas suecos descobriram moscas domésticas que não podiam ser mortas pelo DDT e, alguns anos depois, outras espécies de insetos resistentes foram encontradas. Evidentemente, a resistência ao inseticida corresponde a um caráter determinado pela existência de genes que conferem a algumas moscas a capacidade de resistir a certa droga produzida pelo homem. As sensíveis, desprovidas de tais genes, acabam morrendo. As que são resistentes transmitem seus genes à próxima geração. E, assim, a população de moscas como um todo se adapta ao ambiente que foi pulverizado com o DDT .O exemplo do DDT mostra que os insetos estão evoluindo para contornar ameaças, ou seja, coevoluindo com os humanos. Estudar a coevolução pode ser benéfico ao ser humano, pois desta forma podemos buscar pistas de como combater as pragas por meios a tornarem os insetos menos daninhos. Assim, usariam menos pesticidas e como resultado, eles relaxariam a pressão evolutiva sobre os insetos que seriam resistentes .

## Recursos naturais
Os organismos do passado e do presente são fontes de incontáveis recursos naturais. Produtos farmacêuticos (como a penicilina), muitos produtos para o lar (gás sdwe cozinha) e muitos processos industriais (como a fabricação da cerveja)ou utilizam organismos vivos, ou provêm de processos biológicos ocorridos dentro de organismos. Com os avanços dos estudos, muitas espécies podem se revelar úteis para cultivo ou, principalmente, revelar possibilidades de aplicação médica, energética, industrial ou de pesquisa. 
As áreas da biologia evolutiva que estão ligadas a exploração da biodiversidade para a obtenção de novos produtos naturais são: a sistemática e a ecologia evolutiva. A sistemática fornece o histórico evolutivo dos organismos e suas relações de parentesco, o que é essencial para a classificação, organização e para a previsão das características dos organismos. A Ecologia Evolutiva estuda as adaptações e aponta para organismos cujas necessidades adaptativas podem produzir características que talvez possamos utilizar (como o possível uso de bactérias que degradem enxofre em processos industriais). Neurobiólogos que estavam à procura de inibidores de neurotransmissores para fins de pesquisa, estudaram com sucesso as toxinas de certos animais, que desenvolveram justamente inibidores desse tipo para dominar suas presas ou para se defenderem de predadores (cobras, aranhas e anfíbios, por exemplo). Existem espécies de sapos que podem produzir antibióticos no muco excretado pela pele para controlar infecções, e plantas que armazenam muitos compostos químicos, que podem ser tóxicos como os taninos, para repelir seus inimigos naturais, ou como em algumas espécies, alcalóides como o curare, que exerce ação relaxante sobre a musculatura. Essas substâncias podem ser usadas pela indústria farmacêutica na fabricação de drogas, sendo todas essas substâncias produzidas por processos evolutivos, e entendendo esses processos poderemos aumentar mais nossa compreensão sobre a natureza delas. O estudo evolutivo-ecológico dessas adaptações está apenas começando a revelar compostos que merecem maior atenção.

## Aplicada à conservação
As atividades antrópicas de exploração mal planejada e não sustentável de recursos, têm gerado sérias consequências. Uma das consequências é o declínio, num ritmo preocupante, de espécies e populações geneticamente únicas. Muitas espécies de mamíferos, aves, répteis e também um n-número de plantas, artrópodes e outros grupos de organismos desconhecidos, que podem ser em conjunto, uma fonte potencial de recursos naturais, agentes para controle de pragas numa agricultura sustentável e com outras possíveis aplicações. A Biologia Evolutiva tem um importância papel na maneira de lidar com essa crise da biodiversidade. Com estudos de biogeografia evolutiva, pode-se levantar dados históricos, com informações filogenéticas e genéticas, sobre as espécies ou comunidades ecológicas de uma determinada região, ou quais regiões geográficas mereceriam maiores esforços de conservação mais imediata por serem geograficamente localizadas e biologicamente diferentes e únicas, devido à existência de muitas limitações econômicas, políticas e de informações para o número de espécies que podemos preservar. Por exemplo, Madagascar, é uma ilha com grande número de espécies geograficamente isoladas e únicas devido a sua separação com o continente africano a milhares de anos.
Informações filogenéticas e genéticas também podem ser usadas em conjunto com os conhecimentos de genética de populações para se estabelecer um tamanho mínimo de uma população e prevenir a depressão por endogamia, evitando-se assim que população entre num vórtex de extinção. Por exemplo, o uso corredores ecológicos entre áreas de conservação permite que o fluxo gênico continue ocorrendo, e assim uma diversidade genética pode continuar sendo mantida dentro de uma população, sendo importante para manter a capacidade dessa população de se adaptar a doenças e resistir a outras ameaças .

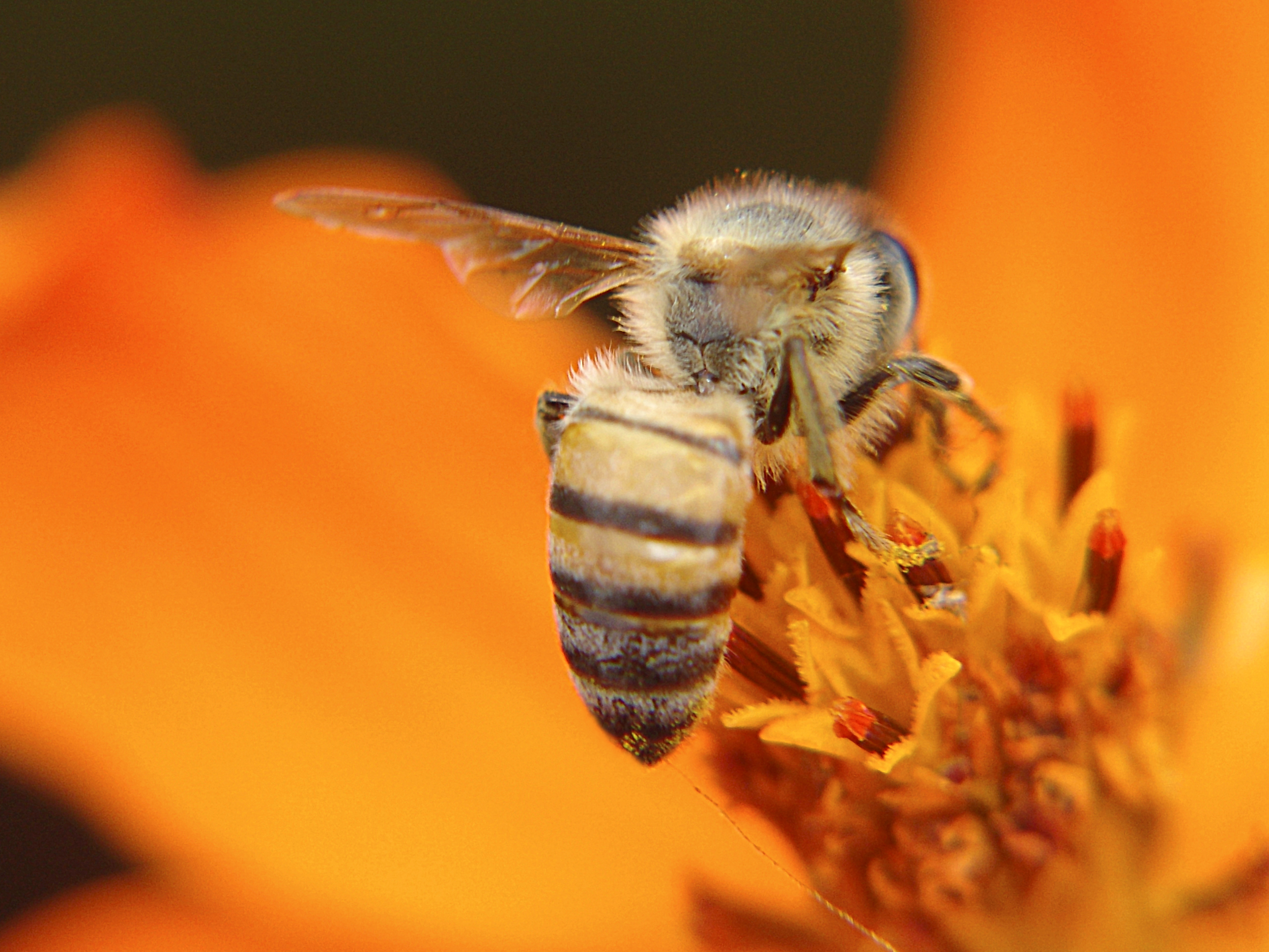
Uma abelha: exemplo de inseto polinizador importante para manutenção da flora em todo planeta

O solo, a fauna e a flora coevoluiram por milhares de anos em conjunto, mantendo uma dependência única, sendo que cada um é fator e exerce pressão evolutiva no outro. Sendo assim, a ausência de um destes componentes inviabiliza a existência dos demais. Os animas primários dependem diretamente dos vegetais e estes são a base da cadeia alimentar dos secundários e terciários (esses dois últimos carnívoros). Alterações no meio geram desequilíbrio ambiental e este, graves conseqüências.
Muitos pássaros tropicais e borboletas, por exemplo, não cruzam rios ou áreas desflorestadas, por serem inibidos a se dispersarem. Isto prejudica a polinização de espécies arbóreas tropicais e uma grande variedade de plantas, e a dispersão de suas sementes para outras áreas também é afetada.  Plantas selvagens e domesticadas necessitam de polinizadores para sua reprodução e dispersão de sementes e em troca elas oferecem néctar, óleos e resinas, sendo uma relação de dependência de milhares de anos de coevolução. Os fragmentos florestais encontram-se isolados por barreiras naturais ou por intervenção antrópica. As atividades agropecuárias, grandes cidades, hidrelétricas, rodovias e pontes sobre aterros em áreas de preservação permanente são as que mais geram intervenção e tem produzido efeitos diretos na fauna, pela redução, aumento ou alteração de dois atributos chaves, que são a quantidade de alimento e o abrigo nas áreas florestais. Algumas espécies cruzam estas barreiras com pequena ou nenhuma hesitação, dependendo da dimensão do terreno desfavorável. Outras espécies relutam em se aventurar em habitat não familiar. 
Estudos de evolução e ecologia sobre as necessidades adaptativas de organismos podem nos sugerir maneiras de lidar com esses problemas atuais, trazendo novas idéias e soluções ao usar as leis das coevolução em nosso benefício.

## Teoria da evolução e sociedade
Passados mais de 150 anos desde a publicação do livro A Origem das Espécies (1859), a teoria da evolução ainda é tema de intensos debates entre criacionistas e evolucionistas. Em países como os Estados Unidos, a pressão para retirada da matéria de evolução da grade escolar do ensino fundamental é muito grande (principalmente em estados como Texas). Entretanto, existem muitas evidências a favor da teoria (registro fóssil, estudos filogenéticos comparativos, estudos moleculares e de biogeografia, por exemplo), e a aplicação dos conhecimentos de evolução tem nos auxiliado no entendimento sobre a história de nossa espécie e de outras, bem como a evolução das doenças e problemas comuns a agricultura atualmente. Aceitando a Teoria da Evolução e a sua influência na vida humana e na natureza, pode-se tentar construir um futuro cada vez melhor para a espécie humana e para as outras espécies do planeta.